# Aprostocetus
Genre
Aprostocetus est un genre d'insectes hyménoptères de la famille des Eulophidae. Ce groupe très important (environ 670 espèces décrites) connait une distribution planétaire. Un intérêt croissant se manifeste à son égard à la suite de son utilisation de plus en plus répandue pour le contrôle biologique d'espèces hôtes.

## Espèces

### Espèces très répandues
- A. antiguensis - Caraïbes, Floride ;
  - Un parasite identifié dans les coccids (cochenilles ), Ceroplastes floridensis et le tischeriid (papillon de nuit), Tischeria heliopsisella ;
- A. asthenogmus - Paléarctique, Nord de l'Afrique, Indomalais, Seychelles, Caraïbes ;
  - Un parasite de blattes cockroach du genre Periplaneta ;
- A. beatus - Australie (Queensland), Océanie, Sud de l'Afrique ;
  - Un parasite de différents Hémiptères - les membres des familles Cicadellidae, Delphacidae et Tropiduchidae sont identifiés comme ses hôtes ;
- A. bruzzonis - Holarctique (paléarctique et néarctique) ;
  - Parasite de chrysomelidae du genre Cassida ;
- A. ceroplastae - Holarctique, Proche-Orient et aussi introduite en Afrique et en Australie pour un contrôle biologique des populations 
  - Parasite de différents coccid (cochenilles) ;
- A. crino - Holarctique, Indomalais ;
  - Parasite de criquets du genre Oecanthus (grillons)
- A. diplosidis - Cosmopolite ;
  - Parasite de différentes cécidomyies ;
- A. dubius - Indonésie, Nouvelle Guinée ;
  - Parasite de sauterelles du genre Sexava ;
- A. fasciatus - Nord de l'Amérique du Sud, Caraïbes, Inde ;
  - Parasite de différentes cécidomyies ;
- A. fidius - Cente et Sud des  États-Unis, Caraïbes ;
  - Parasite de différentes cécidomyies ;
- A. formosanus - Hawaï, Asie du Sud-Est, Madagascar ;
  - Parasite de différents delphacid, Hémiptères ;
- A. gala - Caraïbes, Floride, Australie, Inde ;
  - Parasite de différentes cécidomyies et curculionid (charançons) ;
- A. hagenowii - Cosmopolite, utilisé en Amérique du nord pour le bio-contrôle des cafards ;
  - Parasite de différents cafards, identifié également sur des  scolytes et des guêpes evaniid ;
- A. leucone - Holarctique ;
- A. longicauda - Holarctique ;
- A. marylandensis - Centre et Est des États-Unis, Caraïbes ;
  - Parasite identifié sur une grande variété d'hôtes incluant cécidomyies, curculionid (charançons), aphidid aphids, gelechiid et tortricid (papillons de nuit) et apparentés : eulophids ;
- A. megameli - Philippines, Hawaï ;
  - Parasite de delphacid Hémiptères Megamelus proserpina ;
- A. microcosmus - Régions holarctiques, Néotropique et Afrotropique , Indomalais et Australie ;
  - Hôte inconnu mais associé à Hyparrhenia hirta ;
- A. microscopicus - Holarctique ;
  - Parasite de différentes cécidomyies ;
- A. minutus - Holarctique, Néotropique, Nord de l'Afrique ;
  - Parasite sur de nombreux hôtes, entre autres Coleoptera, Hemiptera, Hymenoptera et Neuroptera ;
- A. neglectus - Holarctique, Nord de l'Afrique, Moyen-Orient et Indomalais ;
  - Parasite de différentes coccinelles, aussi identifié sur aphidid, aphid, Myzus cerasi ;
- A. niger - Indomalais, Australie ;
  - Parasite de triozid (punaise), Trioza fletcheri ;
- A. pallipes - Holarctique ;
  - Parasite de différentes cécidomyies, aussi sur eriocraniid (papillon de nuit), Eriocrania semipurpurella ;
- A. pausiris - Holarctique
  - Parasite de différentes cécidomyies Dasineura leguminicola et chloropid, mouches du genre Lipara ;
- A. percaudatus - Europe, Inde ;
  - Parasite de  criquets du genre Oecanthus (grillons) ;
- A. pygmaeus - Holarctique ;
  - Parasite de différentes cécidomyies et apid (abeilles) ;
- A. sicarius - Ancienne Yougoslavie, Afrique, Moyen-Orient ;
  - Parasite de différents coccid (cochenilles) et buprestid (scarabées) : Agrilus sinuatus ;
- A. sobrius - Néarctique, Russie ;
  - Parasite de différentes cécidomyies du genre Asphondylia,aussi sur apparentés chalcid, l'eurytomid Bruchophagus gibbus ;
- A. strobilanae - Holarctique
  - Parasite de différentes cécidomyies et tortricid papillon de nuits, aussi sur apparentés chalcid , le torymid Torymus azureus ;
- A. terebrans - Holarctique ;
- A. toddaliae - Moyen-Orient, Madagascar ;
  - Parasite de coccid, cochenilles du genre Ceroplastes ;
- A. venustus - Holarctique ;
  - Parasite de différentes cécidomyies et eurytomid guêpes du genre Bruchophagus ;
- A. zosimus - Holarctique, Nord de l'Afrique et Nouvelle-Zélande ;
  - Parasite de nombreux insectes dont  Diptera, Lepidoptera et Hymenoptera. Parasité en retour par eupelmid Eupelmus allynii.

### Espèces paléarctiques
- A. aartseni - Grèce
- A. acron - République tchèque
- A. aega - Paléarctique
  - Un parasite de  cécidomyie : Dasineura glechomae
- A. aethiops - Paléarctique
  - Enregistré comme parasite d'une variété d'insectes incluant charançon du haricot, cécidomyies, guêpe à galles et autres guêpes chalcid (famille des Eurytomidae)
- A. agevilleae - Italie, Slovaquie
  - Parasite de cécidomyie : Agevillea abietis
- A. agrus - Paléarctique
- A. albae - Chine (province de Shaanxi)
  - Parasite de scolyte, Cryphalus exiguus
- A. alveatus - Paléarctique, Afrique du Nord
  - Parasite de cécidomyie Massalongia rubra et la guêpe à galles Rhodites mayri
- A. amenon - Paléarctique
  - Parasite de cécidomyie : Dasineura ulmariae
- A. andalusicus - Espagne
  - Parasite de guêpe à galles du genre Plagiotrochus
- A. annulatus - Europe centrale
  - Parasite identifié sur cécidomyie : Asphondylia sarothamni et certaines coccid (cochenilles)
- A. anodaphus - Paléarctique
  - Parasite de cécidomyie : Rhopalomyia ptarmicae
- A. apama - Paléarctique

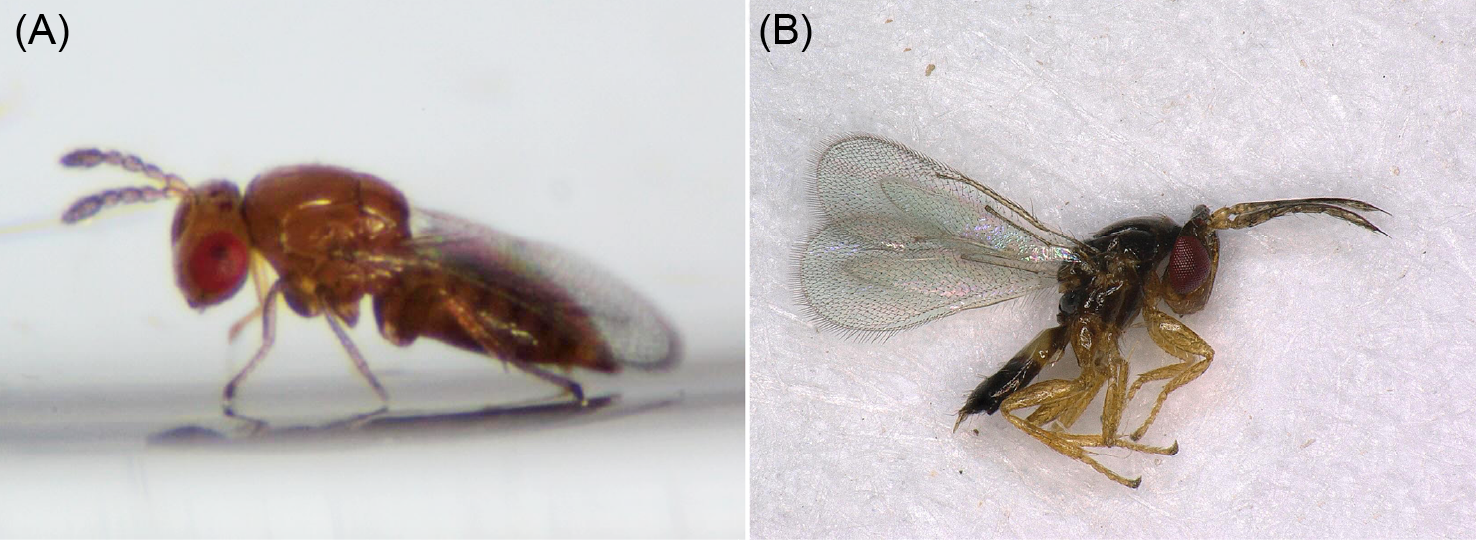
Aprostocetus causalis.

  - Parasite de différentes cécidomyies
- A. apiculatus - Paléarctique
- A. aquaticus - Paléarctique
  - Hôte inconnu mais associé à Phragmites australis
- A. aquilus - Grande-Bretagne
  - Parasite de cécidomyie Dasineura trifolii
- A. arathis - Bretagne
- A. arenarius - Europe
- A. aristaeus - Paléarctique
- A. arrabonicus - Paléarctique
  - Hôte inconnu mais associé à Alopecurus pratensis
- A. arsenjevi - Extrême Est de la Russie
- A. artemisiae - Paléarctique
  - Parasite de cécidomyies du genre Rhopalomyia
- A. artemisicola - Paléarctique
  - Parasite de cécidomyie, Contarinia artemisiae
- A. askewi - France
  - Hôte inconnu mais associé à Daucus carota
- A. atticus - Grèce
  - Parasite cécidomyies du genre Cystiphora
- A. aurantiacus - Paléarctique
  - Parasite de guêpe à galles du genre Diplolepsis
- A. avetjanae - Arménie
  - Parasite de guêpe à galles : Diplolepsis fructuum
- A. azoricus - Açores
- A. bakkendorfi - Danemark
  - Parasite d'insectes produisant des galles : Astragalus glycyphyllos
- A. balasi - Europe Centrale
  - Parasite de papillon de nuit - relevé sur gracillariids du genre Phyllocnistis et le tortricid Pseudargyrotoza conwagana
- A. beringi - Extrême Est de la  Russie
- A. beroe - Bretagne
- A. beyazus  - Iran
- A. biorrhizae - Paléarctique

Parasite de guêpe à galles Biorhiza pallida (qui génère des galles du chêne)
- A. blandus - Extrême Est de la  Russie
- A. blastophagusi - Chine (Heilongjiang)
  - Parasite de scolytes Ips subelongatus et Tomicus pilifer
- A. boreus - Europe
  - Parasite de tephritid mouche à fruit Euleia heraclei et Philophylla heraclei
- A. bouceki - Espagne
- A. brachycerus - Paléarctique
  - Parasite de différentes cécidomyies, aussi relevé sur le lépidoptère Ectoedemia argyropeza
- A. brevipennis - République Tchèque, Slovaquie
- A. bucculentus - Arménie, Turquie, Israël
  - Parasite d'un apparenté chalcid - l'eurytomid Eurytoma amygdali
- A. calamarius - Paléarctique
  - Parasite de différentes cécidomyies
- A. calvus - Paléarctique
  - Parasite relevé sur blattellid cafard Loboptera decipiens et evaniid guêpe Zeuxevania splendidula
- A. capitigenae - Paléarctique
  - Parasite de cécidomyie, Bayeria capitigena
- A. capnopterus -  Europe du Sud
- A. catius - Paléarctique
- A. caudatus - Paléarctique
  - Parasite de cécidomyie, Dasineura alopecuri
- A. causalis - Chine
  - Parasite de guêpe à galle d'eucalyptus  Leptocybe invasa

- A. cebennicus - France
- A. cecidomyiarum - Paléarctique
  - Parasite de différentes cécidomyies, aussi relevé sur guêpe à galle Biorhiza pallida (qui provoque la galle du chêne)
- A. celtidis - Europe
  - Parasite de chrysomelidae du genre Pyrrhalta, aussi relevé sur gracillariid (papillon de nuit) : Lithocolletis lantanella
- A. cerricola - Palaearctic
  - Parasite de cécidomyie, Macrodiplosis dryobia
- A. chakassicus - Russie
  - Parasite de cécidomyie, Dasineura rozhkovi
- A. ciliatus - Paléarctique
  - Parasite de cécidomyie, Rabdophaga heterobia
- A. citrinus - Paléarctique
  - Parasite de cécidomyies, aussi relevé sur guêpe à galle Aylax rogenhoferi
- A. citripes - Europe
  - Parasite de différents dytiscid scarabées, aussi sur lasiocampid (papillon de nuit) Dendrolimus pini
- A. clavicornis - Paléarctique
  - Parasite de cécidomyie, aphids et cochenilles
- A. claviger - Paléarctique
- A. coccidiphagus - Bretagne
  - Parasite de  kermesid (cochenilles du genre Kermes)
- A. collega - Europe
  - Parasite de cécidomyies
- A. constrictus - Paléarctique
  - Parasite de brentid coleoptere du genre Apion et cécidomyie du genre Oligotrophus
- A. cracens - Europe du sud, Turquie
  - Parasite de buprestid scarabée Coraebus rubi
- A. craneiobiae - Nord de l'Europe
  - Parasite de cécidomyie
- A. crassiceps - Centre de l'Europe
- A. crypturgus - Chine (Shaanxi province)
  - Parasite de scolytes
- A. csokakoensis - Paléarctique
- A. culminis - France
- A. cultratus - Bretagne
- A. curtivena - France
- A. cycladum - Grèce
  - Hôte inconnu mais associé à Thymelaea hirsuta
- A. cyniphidum -  Europe Centrale
  - Parasite de différentes guêpe à galles
- A. dauci - Paléarctique
  - Parasite de cécidomyies
- A. debilitatus - France
- A. deceptor - France
- A. dendroctoni - Chine (Guizhou province)
  - Parasite de scolytes et longicornes
- A. deobensis - Paléarctique
  - Parasite de tenthredinid sawfly Pontania viminalis
- A. dezhnevi - Extrême Est de la Russie
- A. distichus - Centre de l'Europe
- A. diversus - Paléarctique
  - Parasite de nombreux insectes dont curculionid charançons, cécidomyie et gracillariid, lyonetiid papillon de nuit
- A. doksyensis - République Tchèque
- A. domenichinii - Paléarctique
  - Parasite de cécidomyie et guêpe à galles
- A. dotus - Bretagne
  - Parasite de cécidomyie Dasineura ulmariae
- A. dryocoetae - Suède
- A. dryocosmi - Chine (Zhejiang province)
  - Parasite de guêpes à galles : Dryocosmus kuriphilus
- A. durmitorensis - Ancienne Yougoslavie
- A. elegantulus - France
- A. eleuchia - Ouest de l'Europe
  - Parasite de cécidomyie Cystiphora sonchi
- A. elongatus - Europe, Moyen-Orient
  - Parasite de différents chalcids et cécidomyie
- A. emesa - Paléarctique
  - Parasite de cécidomyie Dasineura alopecuri
- A. epicharmus - Paléarctique
  - Parasite de cécidomyie
- A. epilobiellus - Pays-Bas
  - Parasite de cécidomyie Dasineura epilobii
- A. epilobii - Centre de l'Europe
  - Parasite de cécidomyie Dasineura epilobii
- A. eratus - Bretagne
- A. ericae - France
  - Parasite de cécidomyie Cecidomyia ericoscopariae
- A. eriophyes - Europe, Moyen-Orient

Parasite de différentes eriophyid mites
- A. ermaki - Extrême Est de la Russie
- A. escherichi - Paléarctique
  - Parasite de cécidomyie
- A. esherensis - Bretagne
- A. euagoras - Bretagne
- A. eupatorii - Paléarctique
- A. eupolis - Bretagne
- A. eurystoma - Paléarctique
- A. eurytomae - Paléarctique, Moyen-Orient
  - Parasite de différentes guêpe à galles - aussi relevé sur eurytomid Eurytomus rosae
- A. eurytus - Europe
  - Paarasite de nombreux insectes dont apionid scarabées, ledrid bugs, guêpe à galles et eurytomid chalcids
- A. extensus - France
- A. fabicola - Paléarctique
  - Parasite de cécidomyie Lasioptera fabae
- A. facetus - Russie (Adygea)
- A. femoralis - Paléarctique
  - Parasite de différents charançons (familles des Curculionidae) et papillons de nuit, (familles des Gracillariidae et des Lyonetiidae)
- A. flavicapitus - Extrême Est de la Russie
- A. flavifrons - Italie, Madère
  - Parasite de agromyzid mouche Cerodontha pygmaea
- A. flavovarius - Europe
  - Parasite de cécidomyie, aussi relevé sur gracillariid, papillon de nuit Lithocolletis platani
- A. flumenius - Extrême est de la Russie
- A. fonscolombei - Paléarctique
- A. foraminifer - France
- A. forsteri - Paléarctique
  - Parasite de différentes guêpe à galles
- A. fukutai - Chine(Hebei), Taïwan
  - Parasite de différents longicornes
- A. fulvipes - Paléarctique
- A. fusificola - France
  - Parasite de  guêpe à galles Plagiotrochus fusifex
- A. garganensis - Grèce, Italie
- A. gaus - Europe
  - Parasite de cécidomyie, Dasineura leguminicola
- A. glandicola - France
  - Parasite de  guêpe à galles, Callirhytis glandium
- A. gnomus - Paléarctique
- A. graciliclava - Grèce
- A. grahami - Moldavie
  - Parasite de curculionid, charançons du genre Lignyodes
- A. grandicauda - Extrême Est de la Russie
- A. grandii - Paléarctique
  - Parasite de cécidomyie
- A. gratus - Paléarctique
  - Parasite de cécidomyie
- A. grylli - Paléarctique
- A. habarovi - Extrême est de la Russie
- A. hanka - Extrême Est de la Russie
- A. hedqvisti - Paléarctique
  - Parasite de scolyte Tomicus minor
- A. hians - Madère
- A. holomelas - Hongrie
  - Hôte inconnu mais associé à Quercus cerris
- A. holoxanthus - Est Paléarctique
- A. humilis - Ouest de l'Europe
  - Parasite de cécidomyie du genre Mayetiola
- A. hyperfuniculus - Extrême Est de la Russie
- A. ibericus - Espagne
- A. ilexi - Chine (Jiangxi)
  - Parasite de cécidomyie
- A. impurus - Suisse
- A. incrassatus - Bretagne
  - Hôte inconnu mais associé à Carex spp
- A. invidus - Sud de l'Europe, Moyen-Orient
  - Parasite de cécidomyie
- A. ione - Bretagne
- A. krusenschterni - Extrême Est de la Russie
- A. lacaena - Bretagne
- A. lachares - Europe
- A. lacunatus - Bretagne
- A. larzacensis - Paléarctique
- A. laticeps - France
- A. leptocerus - Paléarctique
- A. leptoneuros - Paléarctique
  - Parasite de différentes kermesid cochenilles et aussi sur tortricid papillon de nuit Carpocapsa pomonella et les apparentés eulophid Tetrastichus pachyneurus
- A. levadiensis - Grèce
- A. ligus - Bretagne
- A. lituratus' - Pologne
- A. longiclava - Extrême Est de la Russie
- A. longipectus - Sud de la Russie (Astrakhan, Oblast)
- A. longiscapus - Paléarctique
  - Parasite de cécidomyie
- A. longispinus - Extrême Est de la Russie
- A. longistigma - Extrême Est de la Russie
- A. longulus - Europe
- A. lutescens - Espagne
  - Parasite de l'apparenté de chalcid Blascoa ephedrae (Pteromalidae)
- A. luteus - Europe
  - Parasite de différentes cécidomyies et les apparentés aux eulophids (dont Aprostocetus elongatus)
- A. lycidas - Europe, Nord de l'Afrique
  - Parasite de différentes cécidomyies
- A. lycidoides - Grèce
- A. lysippe - Paléarctique
  - Parasite de cécidomyie : Dasineura crataegi
- A. malagensis - Espagne
- A. mandanis - Europe
  - Parasite de différentes  delphacid punaises
- A. masculinus - France
- A. massonianae - Chine (Guizhou)
  - Parasite de scolyte Cryphalus massonianus
- A. maurus - Hongrie
- A. mazaeus - Bretagne
- A. menius - Paléarctique
- A. meridionalis - Sud de l'Europe
- A. meroe - Ouest de l'Europe
- A. metra - Paléarctique
  - Parasite de cécidomyie
- A. micantulus - Palaearctic
  - Parasite de cécidomyie Dasineura abietiperda
- A. microocellus - Extrême Est de la Russie
- A. mimulus - Grèce
- A. minimus - Paléarctique
  - Parasite de cécidomyie du genre Rabdophaga
- A. miridivorus - France, Italie
  - Parasite de différents mirid punaises
- A. moldavicus - Moldavie
  - Parasite de cécidomyie Dasineura mali
- A. morairensis - Espagne
- A. muiri - Chine (Guangdong)
- A. mycerinus - Paléarctique
  - Hôte inconnu mais associé à Salix spp
- A. myrsus - Bretagne
  - Parasite de cécidomyie Contarinia rumicis
- A. natans - Centre de la Russie, Ukraine
- Parasite de différents dytiscid beetles
- A. nigriventris - Extrême Est de la Russie
- A. novatus - Europe
  - Parasite de cécidomyie : Agevillea abietis
- A. nubigenus - Paléarctique
- A. nymphis - Bretagne
- A. obliquus - Paléarctique
- A. occidentalis - Sud de l'Europe, Canaries, Madère
- A. oculisetatus - Extrême Est de la Russie
- A. oreophilus - Europe
  - Parasite de  chrysomelidae Crytocephalus pini et guêpe à galle Cynips caputmedusae
- A. orestes - Centre de l'Europe
- A. orithyia - Paléarctique
  - Parasite de différentes mouches (gall midges et chloropid Lipara lucens)
- A. oropus - Bretagne
- A. ovivorax - Europe
  - Parasite de crickets Oecanthus pellucens (grillon d'Italie)
- A. pachyneuros - Europe
  - Parasite de différents kermesid scale insects and fellow chalcids
- A. pallidipedes - Extrême Est de la Russie
- A. pallidipes - Japon
- A. palustris - Nord de l'Europe
- A. pantshenkoi - Sud de la Russie
- A. paralus - Bretagne
- A. peischula - Est de la Russie
- A. perfulvescens - Grèce
- A. perone - Nord de l'Europe
- A. phillyreae - Paléarctique
  - Hôte inconnu mais associé à Phillyrea spp
- A. phineus - Europe
- A. phloeophthori - Paléarctique
  - Paarsite de scolyte Phloeophthorus rhododactylus
- A. phragmiticola - Paléarctique
  - Parasite de cécidomyie Giraudiella inclusa
- A. phragmitinus - Europe
  - Hôte inconnu mais associé à des Phragmites spp
- A. ping - Espagne
- A. plagioderae - Moldavie
  - Parasite de chrysomelidae : Plagiodera versicolora
- A. plangon - Bretagne
- A. planiusculus - Paléarctique
  - Parasite de sesiid papillon de nuit du genre Chamaesphecia
- A. polygoni - Centre de l'Europe
  - Hôte inconnu mais associé à Polygonum persicaria
- A. popovi - Extrême Est de la Russie
- A. problematicus - Hongrie
  - Parasite relevé sur guêpe à galle Chilaspis nitida et gracillariid papillon de nuits du genre Lithocolletis
- A. productus - Paléarctique
- A. prolidice - Paléarctique
- A. prolixus - Chine (Hebei), Taïwan
  - Parasite du longicorne Apriona germarii
- A. prosymna - Bretagne
- A. pseudopodiellus - Europe
  - Parasite de lestid damselflies du genre Lestes
- A. ptarmicae - Europe
  - Parasite de cécidomyies du genre Rhopalomyia
- A. rhacius - Paléarctique
  - Parasite de cécidomyie Dasineura trifolii
- A. rhipheus - Europe
- A. rhode - Bretagne
- A. rimskykorsakovi - Centre de la Russie
- A. roesellae - Paléarctique
  - Parasite de cécidomyie, aussi sur apparentés chalcids et yponomeutid papillon de nuit Argyresthia conjugella
- A. rubi - Paléarctique
  - Parasite de cécidomyie Lasioptera rubi
- A. rubicola - Paléarctique
  - Parasite de cécidomyie Lasioptera rubi
- A. rufescens - Ouest de l'Europe
  - Parasite de guêpe à galle Neuroterus quercusbaccarum
- A. rufiscapus - Bretagne
- A. rufus - Europe
  - Parasite de dytiscid beetles du genre Dytiscus
- A. rumicis - Nord de l'Europe
  - Parasite de brentid charançons du genre Apion
- A. salictorum - Paléarctique
  - Parasite de cécidomyie
- A. schambala - Extrême est de la Russie
- A. scoticus - Bretagne
  - Parasite de cécidomyie Jaapiella veronicae
- A. sensuna - Suisse
- A. serratularum - Paléarctique
  - Parasite de différents tephritid flies, aussi sur gelechiid papillon de nuit du genre Metzneria
- A. setosulus - Centre de l'Europe
- A. sibiricus - Est de la Russie
  - Parasite de  coccid cochenilles, Eulecanium secretum
- A. silaceus - Grèce
- A. silvestris - Est de la Russie
- A. spassk - Est de la  Russie
- A. specularis - France
- A. stenus - Europe
- A. stigmaticalis - Bretagne
  - Hôte inconnu mais associé à Betula pubescens
- A. subanellatus - Paléarctique
  - Hôte inconnu mais associé à Agrostis spp
- A. subcylindricus - République Tchèque
- A. subplanus -  Europe Centrale
- A. subterraneus - Hongrie
  - Parasite de cécidomyie Planetella frireni
- A. suevius - Europe
  - Parasite de différentes chrysomelidaes
- A. taiga - Extrême Est de la Russie
- A. tanaceticola -  Europe du Nord
  - Parasite de cécidomyie Rhopalomyia tanaceticola
- A. taxi - Europe
  - Host unknown but associated with Taxus baccata
- A. tenuiradialis - Europe
- A. tiliaceae -  République Tchèque
  - Parasite de cécidomyie Didymomyia tiliacea
- A. tilicola - Paléarctique
  - Parasite de cécidomyie Contarinia tiliarum
- A. tompanus - Paléarctique
  - Parasite de apionid coléoptères du genre Apion
- A. torquentis - Paléarctique
  - Parasite de cécidomyie
- A. totis - Bretagne
- A. trjapitzini - Paléarctique, Moyen-Orient
  - Parasite de différents coccid cochenilles, aussi sur apparentés chalcid,l'encyrtid Microterys hortulanus
- A. truncatulus - France
- A. tymber - Paléarctique
  - Parasite de cécidomyie
- A. vaccus - Bretagne
- A. vassolensis - Centre de l'Europe
- A. veronicae - Bretagne
  - Parasite de la cécidomyie Jaapiella veronicae
- A. verticalis - Bretagne
- A. verutus - Paléarctique
  - Hôte inconnu mais associé à différentes herbes
- A. viatorum - Madère
- A. vicinus - Extrême Est de la  Russie
- A. viridescens -  Europe Centrale
  - Parasite de la cécidomyie Cecidomyia baeri
- A. viridinitens - Paléarctique
- A. volgodonicus - Russie du sud
- A. voranus - Bretagne
- A. westwoodii -  Europe, centre et sud
  - Parasite de cécidomyie du genre Asphondylia
- A. wrangeli - Extrême Est de la  Russie
- A. xanthomelas - Europe Centrale
- A. xanthopus - Paléarctique
  - Parasite de différents papillons de nuit, aussi sur scolyte : Carphoborus minimus
- A. xeuxes - Bretagne
- A. zerovae - Ukraine,  Russie Centrale
- A. zoilus - Paléarctique
  - Hôte inconnu mais associé à Alopecurus pratensis, (Vulpin des prés).

### Espèces indomalaises
- A. ajmerensis - Inde (Rajasthan)
  - Parasite de cochenilles farineuses Coccidohystrix insolita
- A. annulicornis - Inde (Rajasthan)
  - Parasite de cochenilles farineuses Coccidohystrix insolita
- A. asphondyliae - Inde (Karnataka)
  - Parasite de  Cecidomyiidae Asphondylia pongamiae
- A. bangaloricus - Inde (Karnataka)
  - Parasite de Kerriidae scale insect Kerria lacca
- A. basalis - Indonésie (Sud des Moluques)
- A. coimbatorensis - Inde (Andhra Pradesh, Tamil Nadu)
  - Parasite de différentes cécidomyies
- A. distinguendus - Indonésie (Sud des Moluques)
  - Parasite de delphacid Hemiptera Perkinsiella saccharicida
- A. flavidus - Inde (Andhra Pradesh)
- A. holochlorus - Indonésie (Sud Moluques)
- A. homochromus - Indonésie (Sud Moluques)
  - Parasite de delphacid Hemiptera Perkinsiella vastatrix
- A. java - Indonesie (Java, Bali)
- A. kuriani - Inde (Orissa)
  - Parasite de différents pyralid papillons de nuit
- A. lasallei - Inde (Uttarakhand)
  - Parasite de différents coccid cochenilles
- A. lecanii - Indonésie (Java, Bali)
  - Parasite de différents coccid cochenilles
- A. maculatus - Inde (Uttar Pradesh)
  - Parasite de cochenilles farineuses Ferrisia virgata
- A. metallicus - Indonésie (Sud Moluques)
- A. nainitalensis - Inde (Uttarakhand, Uttar Pradesh)
- Parasite de kerriid punaises Kerria lacca
- A. nigricornis - Inde (Uttar Pradesh)
  - Parasite de cochenilles farineuses Nipaecoccus vastator
- A. plesispae - Indonésie (Java, Bali)
  - Parasite de chrysomèles Plesispa reichei
- A. psyllidis - Inde (Uttar Pradesh)
  - Hôte inconnu associé à Grewia asiatica
- A. purpureus - Pakistan, Inde, Bangladesh, Malaisie
  - Parasite d'un grand nombre de cochenilles, aussi identifié sur apparentés aux chalcids
- A. sankarani - Inde
  - Parasite de différentes cécidomyies
- A. santalinus - Inde (Karnataka)
  - Parasite de coccid (cochenille) Ceroplastes actiniformis
- A. tarsalis - Indonésie (Sud Moluques)
  - Parasite de delphacid punaises du genre Perkinsiella
- A. versicolor - Sri Lanka
  - Parasite de différents hymenopterans et papillons de nuit
- A. yoshimotoi - Inde (Uttar Pradesh)
  - Hôte inconnu mais associé à Mangifera indica

### Espèces afro-tropicales
- A. aeruginosus - Seychelles
- A. agnatus - Seychelles
- A. ambilobei - Madagascar
- A. ankaratrae - Madagascar
- A. aphloiae - Madagascar
- A. aspidomorphae - Kénya, Ouganda
  - Parasite de cassides des genres Aspidomorpha et Conchyloctenia
- A. brevistylus - Afrique centrale
  - Parasite de diopsid, mouche, Diopsis thoracica
- A. camerounensis - Cameroun
- A. cassidocida - Sénégal
  - Parasite de cassides du genre Aspidomorpha
- A. dineuri - République du Congo
  - Parasite de pyralid, papillon de nuit, Sylepta derogata et le braconid guêpe solitaire Apanteles sagax
- A. dolichocerus - Seychelles
- A. ghananensis - Ghana
- A. gowdeyi - Ouganda
  - Parasite de coccid cochenille Pulvinaria jacksoni
- A. gravans - Érythrée, Tanzanie
  - Parasite de coccid cochenille Coccus viridis et la cochenille farineuse Ferrisiana chrysophyllae
- A. hanangensis - Tanzanie
- A. harongae - Madagascar
- A. hofferi - Algérie
- A. lamiicidus - Ghana, Nigéria
  - Parasite de longicornes du genre Tragocephala
- A. leroyi - Congo
- A. leucopterae - Tanzanie
  - Parasite de différents lyonetiid moths du genre Leucoptera, aussi rencontré sur apparentés aux eulophids du genre Eulophus
- A. longiscutulum - Tanzanie
- A. marinikius - Algérie
- A. melichlorus - Ghana
- A. microfuniculus - Algérie
- A. negetae - Sénégal
  - Parasite de noctuid, (papillon de nuit), Negeta luminosa
- A. nigriceps - Seychelles
- A. pauliani - Madagascar
  - Parasite d'insectes fabriquant des galles, sur Plectronia spp
- A. phytolymae - Côte d'Ivoire
  - Parasite de psyllid punaise Phytolyma lata
- A. procerae - Afrique de l'ouest
  - Parasite de différentes cécidomyies, aussi de pyrales papillon de nuit Chilo phaeosema
- A. regnieri - Congo, Kenya
- A. roseveari - Africa centrale
  - Parasite de psyllid punaise Phytolyma lata
- A. salebrosus -  Afrique centrale
  - Parasite de psyllid punaise, Phytolyma lata
- A. scutellaris - Tanzanie
- A. senegalensis - Sénégal
- A. spinicornis - Rouanda
- A. stictococci - Afrique de l'ouest
  - Parasite de stictococcid cochenilles du genre Stictococcus
- A. theioneurus - Kénya, Madagascar, Seychelles
  - Parasite de pyrales (papillon de nuit), Chilo partellus et  braconid, guêpe solitaire, Cotesia sesamiae
- A. trichionotus - Afrique de l'ouest
  - Parasite de psyllid, punaise, Phytolyma lata
- A. ugandaensis - Uganda
  - Parasite de stictococcid, cochenilles, Stictococcus gowdeyi

### Espèces néarctiques
- A. ajax - Nord des États-Unis
- A. americanus
- A. animus - Mexique, Nouveau-Mexique
- A. anthophilus - Sud-Est du Canada, Nord-Est des États-Unis
  - Parasite de céidomyies, Rhopalomyia anthophila et de totricid (papillon de nuit), Zeiraphera ratzeburgiana
- A. anthracinus - Ouest de l'Amérique du Nord
  - Parasite de Buprestidae coléoptère : Agrilus angelicus
- A. banksii -Est des États-Unis
  - Parasite d'un apparenté à eulophid, Horismenus nitans
- A. blastophagi - Est des États-Unis
  - Parasite de guêpe à galles Callirhytis blastophaga
- A. blattae - Est des États-Unis
  - Parasite de blattellid blatte du genre Parcoblatta
- A. burksi - Californie
  - Parasite de différentes guêpes à galles
- A. cassidis - Est des États-Unis
  - Parasita de différentes Chrysomèles
- A. cincinnatus
- A. esurus - Canada, États-Unis
  - Parasite relevé sur de nombreux insectes, principalement Lepidoptera (Lasiocampidae, Erebidae, Noctuidae, Oecophoridae, Pyralidae, Tortricidae) mais aussi Coleophoridae (Coccinellidae), Diptera (Tephritidae) et Hymenoptera (Encyrtidae)
- A. faustus - Centre et Ouest des États-Unis
  - Parasitoid de tephritid diptères du genre Rhagoletis
- A. florida - Floride
- A. garryana - Ouest du Canada et États-Unis
  - différentes guêpes à galles
- A. gelastus - Floride
  - Parasite de différents psyllid et triozid punaises
- A. gibboni - Centre des États-Unis
  - Parasite de languriid coléoptère Languria mozardi
- A. granulatus
- A. hesperius - Illinois
  - Parasite de guêpe à galles Diplolepis ignota
- A. hibus - Californie
  - Parasite de différentes cécidomyies
- A. hillmeadia - Maryland
- A. homeri - Ouest des États-Unis
  - Parasite de différentes cécidomyies
- A. impexus - Virginie
  - Parasite de guêpe à galles Disholcaspis quercusglobulus
- A. irvingi - Nouveau-Mexique
- A. ischnopterae - Centre et Est des États-Unis
  - Parasite de différents blattellid blattes
- A. juniperi - Canada, Nord des États-Unis
  - Parasite de différents hôtes dont eriophyid (mite), Trisetacus quadrisetus, le curculionid charançon Anthonomus juniperinus et différentes cécidomyies
- A. kansasia - Kansas
- A. lasius - Centre des États-Unis
  - Parasite de cécidomyies, Asteromyia agrostis
- A. longicorpus - Nouveau Mexique
  - Parasite de tortricid papillon de nuit Rhyacionia frustrana
- A. marcovitchi - États-Unis
  - différents hôtes dont cécidomyies, apparentés aux chalcid et le curculionid charançon Anthonomus juniperinus
- A. marilandia - Maryland
- A. meltoftei - Greenland
- A. milleri - Californie
  - Parasite de gelechiid papillon de nuit Recurvaria milleri
- A. mymaridis - Illinois
  - Parasite de lestid demoiselle du genre Lestes
- A. nebraskensis - Est du Canada, États-Unis
  - Parasite de différentes céciodomyies, aussi relevé sur curculionid charançon Hypera nigrirostris
- A. neuroteri - Centre et Est des États-Unis
  - Parasite de guêpe à galles  du genre Neuroterus
- A. novus - Centre et Est des États-Unis
- A. Oklahoma - Centre des États-Unis
  - Parasite d'apparentés aux chalcids (famille des Eurytomidae)
- A. oncideridis - Ouest de la Virginie
  - Parasite de longicornes, Oncideres cingulata
- A. orbitalis - Mexique, Californie
- A. oviductus - Maryland
- A. pandora - Oregon
  - Parasite de saturniid papillon de nuit Coloradia pandora
- A. pattersonae - États-Unis
  - Parasite de différentes guêpe à galles
- A. politi - Est et Sud des États-Unis
  - Parasite de guêpe à galle Xanthoteras politum
- A. polynemae - Centre et Est des États-Unis
  - Parasite de différents Odonata et Ichneumonoidea Polynema needhami
- A. psyllaephagus - Arizona
  - Parasite de triozid punaise Trioza collaris
- A. punctatifrons - Arizona
  - Parasite de lyonetiid, papillon de nuit, Paraleucoptera albella
- A. rosae -  Amérique du Nord
  - Parasite de guêpe à galle du genre  Diplolepis
- A. semiauraticeps - États-Unis
  - Parasite de différentes cécidomyies
- A. silvaticus - Amérique du Nord
  - Parasite de différents papillons de nuit, aussi relevé sur diprionid Tenthrède Neodiprion swainei
- A. strobilus - Amérique du Nord
  - Parasite de différents Cecidomyiidae, aussi relevé sur tortricid (papillon de nuit) Barbara colfaxiana et l'ichneumon Glypta evetriae
- A. tesserus - Nord des États-Unis
  - Parasite de différents Cecidomyiidae
- A. varicornis - Nord-Est des États-Unis
  - Parasite de différents tortricid (papillons de nuit)
- A. verrucarii - États-Unis
  - Parasite de différentes guêpe à galles du genre Neuroterus

### Espèces néotropicales
- A. acutipennis - Grenade, Saint-Vincent et les Grenadines
- A. arachnophagus - Argentine, Uruguay
  - Un parasite de différentes araignées, araneid et theridiid, araignées.
- A. ashmeadi - Grenade
- A. baccharidis - Chili
- A. bahiensis - Brésil (Bahia)
  - Hôte inconnu mais associé à Ocotea opoifera
- A. basilaris - Grenade, Saint-Vincent et les Grenadines
- A. basimaculata - Nicaragua
- A. bondari - Brazil (Bahia)
  - Parasite de pauliniid sauterelle Paulinia elegans
- A. brasiliensis - Brésil (Mato Grosso)
- A. cacus - Brésil (Bahia)
- A. chapadae -  Amérique du Sud
  - Parasite enregistré sur une grande variété d'espèces d'insectes dont charançons, cécidomyies, coccid cochenilles, gelechiid papillon de nuit et braconid wasps
- A. cleonica - Brésil (Bahia)
- A. colliguayae - Chili
  - Phytophagous, causant des galles sur Colliguaja odorifera
- A. coxalis - Grenade
- A. cupreus - Grenade, Saint-Vincent et les Grenadines
- A. daimachus - Brésil (Bahia)
- A. elevatus - Grenade
- A. februus - Brésil (Bahia)
- A. femoratus - Grenade, Saint Vincent et les Grenadines
- A. gallicola - Bolivie, Paraguay, Brésil (Rio de Janeiro)
  - Hôte inconnu mais associé au Philodendron
- A. hyalinipennis - Paraguay
- A. ignigenus - Argentine
- A. infulatus - Argentine
- A. longicornis - Grenade, Saint-Vincent et les Grenadines
- A. melleus - Brésil (Pará)
- A. narcaeus - Chili
- A. naucles - Chili
  - Hôte inconnu mais associé à Prosopis tamarugo
- A. norax - Chili
  - Parasite sur lasiocampid papillon de nuit Macromphalia dedecora
- A. phryno - Brésil (Bahia)
- A. polypaea - Chili
- A. punctifrons - Saint-Vincent et les Grenadines
- A. riverai - America du sud
  - Parasite de theridiid araignées du genre Latrodectus
- A. similis - Grenade
- A. socialis - Chili
- A. thomasi - Chili
- A. vaquitarum -  Amérique du Sud, Caraïbes
  - Parasite enregistré sur curculionid charançon Lachnopus coffeae et elachistid papillon de nuit Donacivola saccharella
- A. viridis - Grenade
- A. vulgaris - Grenade, Saint-Vincent et les Grenadines
- A. xenocles - Chili
  - Parasite de coccid cochenilles du genre Ceroplastes
- A. zemani - Amérique du sud
  - Parasite de différentes coccid cochenilles.

### Espèces d'Australasie
- A. acomatus - Queensland
- A. acuminativentris - Queensland
- A. acuminatus - Queensland
- A. acutiventris - Queensland
- A. aeneithorax - Queensland
- A. aeneoculex - Queensland
  - Un parasite de Chrysomelidae du genre Galeruca
- A. aeneon - Queensland
- A. aenosus - Queensland
- A. aeneus - Queensland
- A. affinis - Queensland
- A. anna - Queensland
- A. arses - Tasmanie
- A. atrellus - Queensland
- A. atristigma - Queensland
- A. atriventris - Queensland
- A. aura - Queensland
- A. auriflavus - Queensland
  - Parasite associé aux insectes fabriquant des galles sur Eucalyptus
- A. aurios - Queensland
- A. auriscutellum - Queensland
- A. auriventris - Queensland
- A. australicus - Queensland
- A. baucis - Ouest de l'Australie
- A. bicolor - Queensland
- A. bilongifasciatus - Queensland
- A. boswelli - Queensland
- A. boussingaulti - Queensland
- A. brevis - Queensland
- A. brevistigma - Sud de l'Australie
- A. brunneiventris - Queensland
- A. brunneus - Queensland
- A. burmeisteri - Northern Territory
- A. cinctiventer - Queensland
- A. cinctiventris - Nouvelle-Galles du Sud
- A. cobdeni - Queensland
- A. consimilis - Queensland
- A. consobrinus - Queensland
  - Parasite associé aux insectes fabriquant des galles sur Eucalyptus
- A. cressoni - Queensland
- A. culex - Queensland
- A. darwini - Queensland
- A. darwinianus - Queensland
- A. decii - Queensland
- A. dei - Queensland
- A. dymas - Tasmania
- A. eucalypti - Sud de l'Australie
  - Parasite sur des apparentés aux Chalcidoidea : relevé sur Rhicnopletella spp (Eulophidae) et Neomegastigmus ater (Torymidae)
- A. fannius - Tasmanie
- A. fasciativenter - Tasmanie
- A. fasciativentris - Nouvelle-Galles du Sud
- A. fasciativentrosus - Queensland
- A. filiformis - Nouvelle-Galles du Sud
- A. flavellinus - Queensland
- A. flavellus - Queensland
- A. flavicaput - Queensland
- A. flavicollis - Queensland
- A. flavicornis - Queensland
- A. flavios - Queensland
- A. flavipostscutellum - Queensland
- A. flaviscapus - Queensland
- A. flaviscutellum - Queensland
- A. flavobasalis - Queensland
- A. flavus - Queensland
- A. froggatti - New South Wales
- A. fulgens - Queensland
- A. fulvipostscutellum - Queensland
- A. fuscipennatus - Sud de l'Australie
- A. fuscipennis - Queensland
- A. fuscitibiae - Tasmanie
- A. fuscosus - Queensland
- A. fuscus - Queensland
- A. gloriosus - Queensland
- A. glycon - Tasmanie
- A. gobius - Queensland
- A. gregi - Queensland
- A. grotiusi - Queensland
- A. guttatus - Queensland
- A. haeckeli - Queensland
- A. handeli - Queensland
- A. hetaericos - Queensland
- A. hexguttativentris - Queensland
- A. hyalinus - Queensland
- A. imago - Nouvelle-Galles du Sud
- A. imperialis - Queensland
- A. indigenus - Queensland
- A. inghamensis - Queensland
- A. intentatus - Queensland
- A. io - Queensland
- A. ion - Queensland
- A. kelloggi - Queensland
- A. latithorax - Queensland
- A. lelaps - Ouest de l'Australie
- A. lenini - Queensland
- A. limbus - Tasmanie
- A. lineatus - Queensland
- A. longiclavus - Queensland
- A. longipennis - Queensland
- A. longiventris - Queensland
- A. lustris - Queensland
- A. mahometi - Queensland
- A. marginatus - Queensland
- A. margiscutellum - Queensland
- A. margiscutum - Queensland
  - Parasite associé aux insectes fabriquant des galles sur Eucalyptus
- A. margiventris - Queensland
- A. margiventrosus - Queensland
- A. maximus - Queensland
- A. meridialis - Queensland
- A. meridianus - Victoria
- A. mesmeri - Queensland
- A. minutissimus - Queensland
- A. mirus - Queensland
- A. misericordia - Queensland
- A. montanus - Queensland
- A. monticola - Queensland
- A. morum - Queensland
- A. multifasciatus - Queensland
- A. necopinatus - Queensland
- A. neis - Tasmanie
- A. nelsonensis - Queensland
- A. nigriclava - Queensland
- A. nigrithorax - Queensland
- A. nomadis - Queensland
- A. novifasciatus - Queensland
- A. nubilipennis - Queensland
- A. nugatorius - Queensland
- A. nympha - Queensland
- A. obscurus - Queensland
- A. occultus - Queensland
- A. octoguttatus - Nouvelle-Galles du Sud
- A. pallidicaput - Queensland
- A. pallidiventris - Queensland
- A. parvulus - Queensland
- A. pax - Queensland
- A. perkinsi - Queensland
- A. perobscurus - Sud de l'Australie
- A. perpulcher - Queensland
- A. platoni - Queensland
- A. polychromus - Territoires du Nord
- A. pomosus - Queensland
- A. pontiac - Sud de l'Australie
- A. postscutellatus - Queensland
- A. proto - Tasmanie
- A. pulcher - Queensland
- A. pulchrinotatus - Queensland
- A. pullus - Queensland
- A. purpureicorpus - Queensland
- A. purpureithorax - Queensland
- A. purpureivarius - Queensland
- A. quadrifasciatus - Queensland
- A. quadriguttativentris - Queensland
- A. quadrimaculae - Queensland
- A. quadrimaculatus - Queensland
- A. queenslandensis - Queensland
- A. quinqnigrimaculae - Victoria
  - Parasite associé aux insectes fabriquant des galles sur Eucalyptus
- A. rieki - Queensland
- A. rotundiventris - Queensland
- A. rufiscutellum - Queensland
- A. saintpierrei - Queensland
  - Parasite de différentes  cécidomyie
- A. saltensis - Queensland
- A. salto - Queensland
- A. saltus - Queensland
- A. sannio - Queensland
- A. sannion - Queensland
- A. schilleri - Queensland
- A. secus - Queensland
  - Parasite associé aux insectes fabriquant des galles sur Eucalyptus
- A. semiflaviceps - Queensland
- A. septemguttatus - Queensland
- A. sexguttatus - Queensland
- A. seymourensis - Queensland
- A. silvarum - Queensland
- A. silvensis - Queensland
- A. speciosissimus - Queensland
- A. speciosus - Queensland
- A. spissigradus - Queensland
- A. subfasciativentris - Queensland
- A. sublustris - Queensland
- A. sulcatus - Queensland
- A. sulfureiventris - Queensland
  - Un parasite de différentes cécidomyies
- A. susurrus - Queensland
- A. tarsatus - Queensland
- A. teiae - Queensland
  - Parasite de Lymantriinae (papillon de nuit) du genre Teia, aussi relevé sur Chrysomelidae Galeruca semipullata
- A. tenuis - Queensland
- A. thalesi - Queensland
- A. transversifasciatus - Nouvelle-Galles du Sud
- A. tricolor - Queensland
  - Parasite associé aux insectes fabriquant des galles sur Eucalyptus
- A. trifasciatus - Queensland
- A. trimaculosus - Queensland
- A. unfasciativentris - Queensland
- A. valens - Tasmania
- A. varicolor - Queensland
- A. variegatus - Queensland
- A. verus - Victoria
- A. victoriensis - Victoria
  - Parasite de différentes guêpes à galles
- A. viridicyaneus - Queensland
- A. viridiflavus - Queensland
- A. viridiscapus - Queensland
- A. viridithorax - Queensland
- A. vivatus - Queensland
- A. wallacei - Queensland
- A. walsinghami - Victoria
- A. xanther - Territoires du Nord, Queensland
- A. xanthicolor - Queensland
- A. xenares - Nouvelle-Galles du Sud, Tasmanie
- A. zaleucus - Tasmanie